# The Wild Life (Slaughter)
The Wild Life è il secondo album in studio del gruppo musicale statunitense Slaughter, pubblicato il 21 aprile 1992 dalla Chrysalis Records.
L'album fece il suo debutto in classifica all'ottavo posto della Billboard 200 negli Stati Uniti.

## Tracce
Tutte le canzoni sono state scritte, arrangiate e prodotte da Mark Slaughter & Dana Strum.
1. Reach for the Sky – 5:30
2. Out for Love – 3:32
3. The Wild Life – 3:24
4. Days Gone By – 4:32
5. Dance for Me Baby – 3:20
6. Times They Change – 7:08
7. Move to the Music – 4:30
8. Real Love – 3:40
9. Shake This Place – 3:37
10. Streets of Broken Hearts – 4:39
11. Hold On – 3:56
12. Do Ya Know – 6:25
13. Old Man – 5:26
14. Days Gone By (Acoustic Instrumental Version) – 3:25

Ristampa del 2003
1. Real Love (Original Demo)
2. Perfect World (Original Demo)

## Formazione

### Gruppo
- Mark Slaughter – voce, chitarra ritmica, tastiere
- Tim Kelly – chitarra solista, cori
- Dana Strum – basso, cori
- Blas Elias – batteria, cori

### Produzione
- Mark Slaughter & Dana Strum – produzione
- Scott Cadwallader – produzione esecutiva
- Jeff Clark, Scott Lovelis – ingegneria del suono
- Jeff Moses, John Schmit  – missaggio
- Bob Ludwig – mastering presso il Masterdisk di New York
- Gene Kirkland – fotografie

## Classifiche
| Classifica (1992) | Posizione massima |
| ----------------- | ----------------- |
| Canada            | 13                |
| Finlandia         | 40                |
| Regno Unito       | 64                |
| Stati Uniti       | 8                 |
| Svizzera          | 37                |